# Der Garten der Sünde
Der Garten der Sünde (Originaltitel: Sinners in Silk) ist ein US-amerikanisches Stummfilmdrama aus dem Jahr 1924 von Hobart Henley mit Adolphe Menjou und Eleanor Boardman in den Hauptrollen. Das Drehbuch basiert auf einer Originalstory von Benjamin Glazer.

## Handlung
Der alternde Wüstling Arthur Merrill trifft auf einem Ozeandampfer die Flapperin Penelope Stevens und beschließt, sich einer Verjüngungsoperation zu unterziehen, damit er das Leben wieder genießen kann. Verwandelt besucht er eine wilde Jazzparty, die Penelope gibt, und überredet sie, seine Wohnung zu besuchen. Aber er findet heraus, dass sie ein „gutes Mädchen“ ist und nur flirtet. Nachdem er Penelope erschreckt und ihr eine Standpauke gehalten hat, kommt ihr alter Freund Brock Farley mit einem Brief an Arthur herein, der enthüllt, dass Brock sein Sohn ist. Arthur tritt freudig beiseite, verzichtet auf sein wildes Leben und kehrt zu einem einfachen Leben zurück.

## Hintergrund
Am 19. Juli 1924 wurde berichtet, dass Regisseur Hobart Henley gerade die Dreharbeiten zu Free Love beendet hatte, der ersten Produktion, die im Rahmen der neuen Fusion der Studios Metro-Goldwyn-Mayer zustande kam. Am 5. Juli 1924 hieß es, dass Hobart „den Film praktisch im Drehbuch zusammengeschnitten“ habe, indem er „einen umfassenden Zeitplan der Szenen erstellte, die er brauchen würde“, bevor er mit den Dreharbeiten begann. Später wurde der Film in Sinners in Silk umbenannt.
Richard Day oblag die künstlerische Leitung.
Da keine Kopien der sechs Filmrollen existieren, gilt der Film als verschollen.

## Veröffentlichung
Die Premiere des Films fand am 1. September 1924 statt. Im Deutschen Reich kam er im September 1925 in die Kinos.